# الغول (النادرة)

تعديل مصدري - تعديل

الغول محلة تابعة لقرية المنزل، التابعة لعزلة الفجرة بمديرية النادرة إحدى مديريات محافظة إب في الجمهورية اليمنية، بلغ تعداد سكانها 66 حسب تعداد اليمن لعام 2004.